# 李盈盈
李盈盈（Lee Ying Ying，1997年10月25日—），馬來西亞女子羽毛球運動員。

## 簡歷
李盈盈8歲時在父親的鼓勵下接觸羽毛球運動，至9歲時第一次參加比賽。
2014年4月，李盈盈出战樂魚羽毛球國際系列賽，在女单决赛以1比2（12-21、21-18、18-21）不敌日本名将的永田麗，赢得亚军。
2015年5月，李盈盈与吳堇溦出战樂魚羽毛球國際系列賽，在女双準决赛以0比2（12-21、13-21）不敌东道主强档的Thidarat Kleebyeesoon/雷泰差诺·莱素安。同年11月，她代表馬來西亞國家羽毛球隊參加秘魯利馬舉行的世界青年羽毛球錦標賽，結果她在女單決賽以0比2（15-21、16-21）負於隊友吳堇溦，拿得亞軍。
2016年3月，李盈盈出战葡萄牙羽毛球國際賽，在女单準决赛以0比2（17-21、9-21）不敌赛会3号种子、英格兰名将的克洛伊·比尔切。同期3月，她出戰羅馬尼亞國際賽，在女單決賽以2比1（17-21、21-13、21-9）擊敗隊友林吟芳，奪得冠軍，這也是她職業生涯首次在成年級別的公開賽奪冠。同年5月，她出战樂魚羽毛球國際挑戰賽，在女单準决赛以0比2（18-21、7-21）不敌赛会3号种子、印尼名将的鲁斯丽·哈塔万。同年8月，她出战新加坡羽毛球國際系列賽，在女单决赛以0比2（19-21、12-21）不敌印尼名将的Asty Dwi Widyaningrum，赢得亚军。同年10月，她出战瑞士羽毛球國際賽，在女单决赛以1比2（21-16、19-21、15-21）不敌赛会头号种子、瑞士名将的萨布丽娜·贾奎特，赢得亚军。
2017年3月，李盈盈出战波蘭羽毛球公開賽，在女单决赛以1比2（21-13、19-21、10-21）不敌赛会3号种子、日本名将的橋本由衣，赢得亚军。同期3月，她出战奧爾良羽毛球國際挑戰賽，在女单决赛以0比2（20-22、11-21）不敌赛会6号种子、苏格兰名将的克里斯蒂·吉尔莫，赢得亚军。同年7月，她出战馬來西亞羽毛球國際系列賽，在女单决赛以1比2（21-16、15-21、17-21）不敌队友的吉苏娜，赢得亚军。同年8月，她代表马来西亚参加本国举办的東南亞運動會，助马来西亚队赢得女子團體银牌。
2018年2月，李盈盈出战伊朗羽毛球國際挑戰賽，在女单决赛以1比3（8-11、6-11、11-9、9-11）不敌赛会5号种子、队友的蒂娜·穆拉里塔兰，赢得亚军。同年4月，她出战馬來西亞羽毛球國際挑戰賽，在女单决赛以1比2（10-21、24-22、14-21）不敌中国的王祉怡，赢得亚军。
2020年4月，李盈盈由於長期因腳傷問題困擾而宣佈退出馬來西亞國家羽毛球隊，結束了長達10年的青年與國手的職業生涯。

## 主要比賽成績
只列出曾進入準決賽的國際賽事成績：
| 年份   | 賽事                     | 公開賽級別 | 項目     | 拍檔   | 成績   |
| ------ | ------------------------ | ---------- | -------- | ------ | ------ |
| 2014年 | 樂魚羽毛球國際系列賽     | 國際系列賽 | 女子單打 | －     | 亞軍   |
| 2015年 | 樂魚羽毛球國際系列賽     | 國際系列賽 | 女子雙打 | 吳堇溦 | 準決賽 |
| 2015年 | 世界青年羽毛球錦標賽     | 其他       | 女子單打 | －     | 亞軍   |
| 2016年 | 葡萄牙羽毛球國際賽       | 國際系列賽 | 女子單打 | －     | 準決賽 |
| 2016年 | 羅馬尼亞羽毛球國際賽     | 國際系列賽 | 女子單打 | －     | 冠軍   |
| 2016年 | 樂魚羽毛球國際挑戰賽     | 國際挑戰賽 | 女子單打 | －     | 準決賽 |
| 2016年 | 新加坡羽毛球國際系列賽   | 國際系列賽 | 女子單打 | －     | 亞軍   |
| 2016年 | 瑞士羽毛球國際賽         | 國際系列賽 | 女子單打 | －     | 亞軍   |
| 2017年 | 波蘭羽毛球公開賽         | 國際挑戰賽 | 女子單打 | －     | 亞軍   |
| 2017年 | 奧爾良羽毛球國際挑戰賽   | 國際挑戰賽 | 女子單打 | －     | 亞軍   |
| 2017年 | 馬來西亞羽毛球國際系列賽 | 國際系列賽 | 女子單打 | －     | 亞軍   |
| 2017年 | 東南亞運動會羽毛球比賽   | 其他       | 女子團體 | －     | 銀牌   |
| 2018年 | 伊朗羽毛球國際挑戰賽     | 國際挑戰賽 | 女子單打 | －     | 亞軍   |
| 2018年 | 馬來西亞羽毛球國際挑戰賽 | 國際挑戰賽 | 女子單打 | －     | 亞軍   |
| 2019年 | 東南亞運動會羽毛球比賽   | 其他       | 女子團體 | －     | 銅牌   |

| 2007-2017年 | 首要超級賽 | 超級賽 | 黃金大獎賽 | 大獎賽 | 國際挑戰賽 | 國際系列賽 | 未來系列賽 | 其他 |

| 2018-2026年 | 總決賽 | 超級1000賽 | 超級750賽 | 超級500賽 | 超級300賽 | 超級100賽 | 國際挑戰賽 | 國際系列賽 | 未來系列賽 | 其他 |